# Bremiola hedysarii
Bremiola hedysarii är en tvåvingeart som beskrevs av Fedotova 1986. Bremiola hedysarii ingår i släktet Bremiola och familjen gallmyggor.
Artens utbredningsområde är Kazakstan. Inga underarter finns listade i Catalogue of Life.